# Pincushion
Pincushion je úvodní skladba z jedenáctého studiového alba americké blues rockové hudební skupiny ZZ Top Antenna z roku 1994. Skladba byla též vydána jako singl a vydržela celkem čtyři týdny na prvním místě v americkém Billboard Mainstream Rock Tracks.

## Sestava
- Billy Gibbons – kytara, zpěv
- Dusty Hill – baskytara, doprovodný zpěv
- Frank Beard – bicí